# Neskowin
Neskowin – jednostka osadnicza w Stanach Zjednoczonych, w stanie Oregon, w hrabstwie Tillamook, nad Oceanem Spokojnym. Powierzchnia jednostki wynosi 3,63 km². Populacja w 2020 roku wyniosła 205 osób.
Nazwa miasta pochodzi od nazwy własnej plemienia Indian Nestucca, części ludu Tillamook.